# FanGraphs
FanGraphs est un site web consacré à l'analyse statistique du baseball, principalement aux activités de la Ligue majeure de baseball, avec une emphase sur les statistiques sabermétriques pour étudier ce sport et tenter d'en prédire les résultats et les performances futures,.
Le site FanGraphs.com a été fondé en 2005 à Arlington, Virginie, aux États-Unis.

## Histoire
FanGraphs est fondé en 2005 par David Appelman, alors employé notamment responsable des infographies chez AOL. Le but premier était de fournir une modeste quantité de statistiques utiles à la préparation de ligues de baseball simulée (fantasy baseball (en)). Le site évolue rapidement vers une banque de données complète de chaque joueur ayant évolué dans les Ligues majeures de baseball. Des sommaires ou feuilles de matchs sont disponibles pour chaque match de la MLB avec des statistiques avancées détaillant chaque jeu important.  Le contenu du site Web est accessible gratuitement, avec une possibilité d'abonnement pour accéder à du contenu supplémentaire via FanGraphs+. Le site est une propriété de FanGraphs Entreprises LLC depuis 2010. En juillet 2012, le webzine The Hardball Times est incorporé à FanGraphs.
Le site est divisé en 3 parties. FanGraphs est la section principale consacrée au baseball, RotoGraphs est consacré aux ligues simulées (fantasy baseball) alors que NotGraphs est un exutoire pour les inclinaisons créatrices des rédacteurs, qui y parlent de baseball de façon humoristique et parfois littéraire. Un podcast simplement intitulé FanGraphs Audio est animé par Carson Cistulli qui y reçoit depuis février 2010 divers invités, dont le rédacteur en chef de FanGraphs, Dave Cameron, sur une base hebdomadaire.
FanGraphs est partenaire d'un certain nombre d'autres sites Internet consacrés aux sports, notamment ESPN,.